# Flogny-la-Chapelle
Flogny-la-Chapelle település Franciaországban, Yonne megyében. Lakosainak száma 947 fő (2022. január 1.). Flogny-la-Chapelle Chessy-les-Prés, Les Croûtes, Marolles-sous-Lignières, Percey, Dyé, Bernouil, Carisey és Villiers-Vineux községekkel határos.

## Népesség
A település népességének változása:
| Lakosok száma | 1023 | 1035 | 1055 | 1029 | 1001 | 974  | 946  | 938  | 947  |
|               | 2013 | 2015 | 2016 | 2017 | 2018 | 2019 | 2020 | 2021 | 2022 |